# جرج هاو
جرج هاو (به انگلیسی: George Howe) متولد ۱۸۸۶، ماساچوست، معمار قرن بیستم اهل آمریکا بود.
او دانش آموختهٔ آکادمی بوزار در فرانسه و دانشگاه هاروارد بود. او مدتی با لوئیس کان کار کرد.
از مشهورترین آثار او ساختمان Philadelphia Savings Fund Society Building مشهور به ساختمان PSFS است که امروزه از ابنیه تاریخی فیلادلفیا محسوب می‌شود. این ساختمان نخستین ساختمان به سبک مدرنیسم بین‌المللی(کانستراکتیویسم)یا(ساختارگرایی) در آمریکا بود.
او ریاست مدرسه معماری دانشگاه ییل را نیز در ۱۹۵۰ بر عهده گرفت.